# Ian Wachtmeister
Ian Melker Shering Wachtmeister af Johannishus (født 24. december 1932 på Nääs Sædegård i Bärbo ved Nyköping, død 11. november 2017) var en svensk greve, erhvervsleder, politiker og forfatter. Han var desuden partileder for Ny demokrati og medlem af riksdagen i 1991–1994.

## Partiet Ny Demokrati
Partiet Ny Demokrati startede som en spøg. I 1990 udtalte pladeproducenten Bert Karlsson til damebladet Hänt i Veckan, at erhvervsmanden Ian Wachtmeister (1932–2017) burde være statsminister. 
Den 25. november 1990 havde Karlsson og Wachtmeister en fælles artikel i Dagens Nyheter, hvor de præsenterede et partiprogram.
Partiet Ny Demokrati blev stiftet den 4. februar 1991, og Bert Karlsson blev partiets første formand
Ved riksdagsvalget den 15. september 1991 vandt partiet 25 mandater i Riksdagen, og posten som partiets formand blev overtaget af Ian Wachtmeister. Han var formand indtil april 1994.
Ian Wachtmeister kom i Riksdagen ved valget i 1991. Ved valget i 1994 mistede Wachtmeister og de andre repræsentanter fra Ny Demokrati deres pladser i Riksdagen.